# Eudora
Eudora（ユードラ）は、クアルコムが提供していた電子メールクライアントである。

## 歴史
1988年、イリノイ大学アーバナ・シャンペーン校のコンピュータサービス部においてスティーブ・ドーナーによって開発され、Macintosh向けフリーウェアとして配布された。ソフトウェア名前は、愛読していた短編小説「Why I Live at the P.O.（わたしはどうして郵便局で暮らすようになったか）」の著者ユードラ・ウェルティにちなんでつけられた。また、小説のタイトルにちなんで「Bringing the P.O. to Where You Live (あなたが暮らしているところに郵便局を)」というスローガンを掲げた。
1991年、クアルコムが買収。機能が限定された無料のLight版とフル機能で有償のPro版というラインナップに代わる。のちに広告を表示する代わりに無料でフル機能が使えるスポンサーモードもラインナップに加わる。
2006年10月11日、最終となる商用版「Eudora 7.1 for Windows」と「Eudora 6.2.4」(Mac OS X版)をリリース。
2018年5月23日、コンピューター歴史博物館はEudoraの所有権、商標、ドメインの移譲を受け、最終商用版をBSDライセンス下でソースコードを公開した。

### 日本語版の歴史
北陸先端科学技術大学院の篠田陽一がMacintosh向けEudora1.2.2を日本語化した1.2.2Jをフリーウェアとして配布。
アシックスの中田了がMacintosh向けEudora1.3.1をベースに日本語対応させ機能を追加した「Eudora-J」をフリーウェアとして配布。
1995年9月28日、株式会社クニリサーチインターナショナルから最新の商用版Ver2.1を日本語化した「EUDORA PRO for Windows」が発売。
1995年12月8日、株式会社クニリサーチインターナショナルから「EUDORA PRO for Machintosh」が発売。
1997年3月25日、株式会社クニリサーチインターナショナルから「EUDORA PRO for Windows Ver.3.0-J」と「EUDORA PRO for Macintosh Ver.3.0-J」が発売。
1998年7月10日、株式会社クニリサーチインターナショナルから「Eudora Pro Ver.4.0-J」が発売。
1999年7月7日、FM802は、EUDORA PRO for Windows Ver.3.0-Jの機能限定版となる「Eudora 802」を公開した。
2000年9月1日、株式会社クニリサーチインターナショナルから「Eudora Pro v4.3.1-J」がリリース。スポンサードモード・ライトモード・ペイドモードの3種類のモードを切り替えて使用できるようになり、機能を限定するか広告を表示することで無料で使用できるようになった。
2001年10月1日、株式会社クニリサーチインターナショナルから「Eudora 5.0-J」が発売。スポンサードモード、ライトモードがなくなり、有償のペイドモードのみとなった。
2002年2月25日、オン・ザ・エッヂとクニリサーチが提携を発表した。以降、オン・ザ・エッヂが総販売元となる。
2003年10月3日、エッジが「Eudora 6J」を発売。
2006年6月6日、ライブドアからソニック・ソルーションズに業務移管すると発表。
2006年7月14日、ソニック・ソルーションズから「Eudora 7J for Windows」が発売。
2007年9月28日、「Eudora 7J for Windows」および「Eudora 6.2J for Mac OS X」の販売終了。
2007年12月21日、すべてのサポートを終了。

## Eudora OSE
Eudora OSEは、クアルコムも参加するMozilla FoundationのPenelopeプロジェクトによってEudoraの次期バージョンとして開発された電子メールクライアントである。Mozilla Thunderbirdと同じテクノロジープラットフォームをベースにしている。Mozilla Thunderbird用アドオンであるPenelopeを含んでいる。OSEはOpen Source Editionの略である。

### 歴史
2006年10月11日、Eudoraの次期バージョンの計画を公表した。
2007年8月31日、「Eudora 8.0.0b1」を公開した。
2007年12月11日、「Eudora 8.0.0b2」が公開。
2008年2月22日、「Eudora 8.0.0b3」が公開。Linux版が追加。
2008年11月4日、「Eudora 8.0.0b4」が公開。
2009年1月19日、「Eudora 8.0.0b5」が公開。
2009年4月8日、「Eudora 8.0.0b6」が公開。
2009年9月4日、「Eudora 8.0.0b7」が公開。
2010年1月5日、「Eudora 8.0.0b8」が公開。
2010年3月4日、「Eudora 8.0.0b9」が公開。
2010年7月2日、「Eudora OSE 1.0RC1」が公開。Eudora 8.0という名称は定期的なアップデートと推測されてしまうため、まったく異なるコードベースを使用していることを明確にするためEudora OSEと名称を変更した。
2010年7月23日、「Eudora OSE 1.0RC2」が公開。
2010年9月13日、正式版Eudora OSE 1.0をリリースした。なお、正式版でもメニュー等のUI表記は英語のみのサポートである。
2013年6月28日、Mozillaは「クアルコムはEudoraの開発をもう行っておらず、コミュニティサポートフォーラムも存在しない」と公式サイトに掲出した。また、3年前にリリースされたOSE 1.0は、古いバージョンのThunderbirdをベースにしているため、既知のセキュリティ上の問題を抱えていると指摘し、最新のThunderbirdを使用するよう勧める旨が掲載された。
2015年3月までにダウンロードサイトも閉鎖された。